# Långmåsråsen
Långmåsråsen är en ögrupp söder om Vänö i Kimitoöns kommun i Finland. Ögruppen består av Långa Måsskär och de skär som ligger omkring; Höga Måsskär, Västra Måsskär, Långmåsgrunden, Klobben och Tavelgrunden.
Långmåsråsen har Stormåsfjärden och Stormåsråsen i söder och Örö fjärden i öster. I väster och norr finns tät skärgård med bland annat Stora Buskär, Marskär, Kisskär, Kungen, Brännskär och Bärsskär. Samtliga öar i Långmåsråsen är nationalpark och utgör en del av Skärgårdshavets nationalpark.